# Heinrich Wölfflin

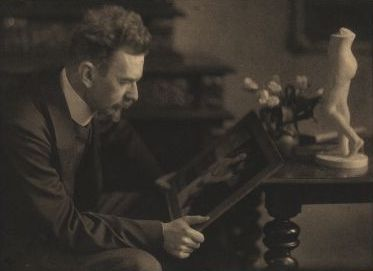
Heinrich Wölfflin (Foto von Rudolf Dührkoop)

Heinrich Wölfflin (* 21. Juni 1864 in Winterthur; † 19. Juli 1945 in Zürich) war ein Schweizer Kunsthistoriker.

## Leben
Heinrich Wölfflin war ein Sohn des Klassischen Philologen und Professors Eduard Wölfflin und dessen Ehefrau Bertha Wölfflin, geb. Troll, sowie der ältere Bruder von Ernst Wölfflin. Am 12. April 1880 trat er aus der Studienanstalt in Erlangen in die zweite Gymnasialklasse des Münchner Maximiliansgymnasiums über und legte hier 1882 das Abitur ab. Er studierte Philosophie an der Universität Basel und an der Friedrich-Wilhelms-Universität Berlin, später auch Kunstgeschichte in München. 1886 schrieb er dort seine Dissertation Prolegomena zu einer Psychologie der Architektur bei dem Archäologen Heinrich Brunn. Ein daran anschließender zweijähriger Aufenthalt am Deutschen Archäologischen Institut in Rom führte zu seiner Habilitationsschrift Renaissance und Barock. 1893 wurde er als Nachfolger seines Lehrers Jacob Burckhardt Professor für Kunstgeschichte an der Universität Basel. Dort unterrichtete er auch Frauen wie Adele Stöcklin (1876–1960), die später in Volkskunde promoviert wurde und am Kupferstichkabinett tätig war, die Musikerin und Malerin Maria Lotz, Emmy Elisabeth Koettgen (1868–1948), die in Zürich die Maturität erworben hatte und dann in Waldenburg Lehrerin wurde, sowie Maria Gundrum, mit der Wölfflin brieflichen wie persönlichen Kontakt pflegte.
Es folgten Rufe an die Universitäten Berlin 1901, mit Aufenthalt in Rom in der Villa Strohl-Fern im Wintersemester 1903, er war mit seiner Berliner Professur beurlaubt worden, 1912 München und 1924 Zürich. Zu seinen Schülern zählen August Grisebach, Erwin Anton Gutkind, Ernst Gombrich, Kurt Gerstenberg, Carl Einstein, Ernst Zipperer, Hermann Beenken, Ernst Gall, Max Sauerlandt, Paul Frankl, Walther Rehm, Erwin Panofsky, Kurt Martin, Justus Bier und Hans Rose, sowie der Künstler Alf Bayrle. 
Als Wölfflin Ende des Wintersemesters 1924 München verließ und in die Schweiz übersiedelte, wollte er ein Abschlussfest geben. Da Hugo Bruckmann und seine Ehefrau Elsa ihr Haus dafür nicht zur Verfügung stellten, öffnete dafür Maria Gundrum ihr Haus. Auch während Wölfflins Gastsemester im Winter 1926/27 trafen sich dort die Schüler mit Wölfflin. Den Kern der Teilnehmer des «Gundrum Zirkels» bildeten die Studenten der Kunstgeschichte aus der Schweiz.
Wölfflin wurde 1941 mit dem Dr. med. h. c. der Universität Zürich und 1944 dem Dr. h. c. der Universität Berlin geehrt. Seit 1922 war er korrespondierendes Mitglied der Bayerischen Akademie der Wissenschaften.

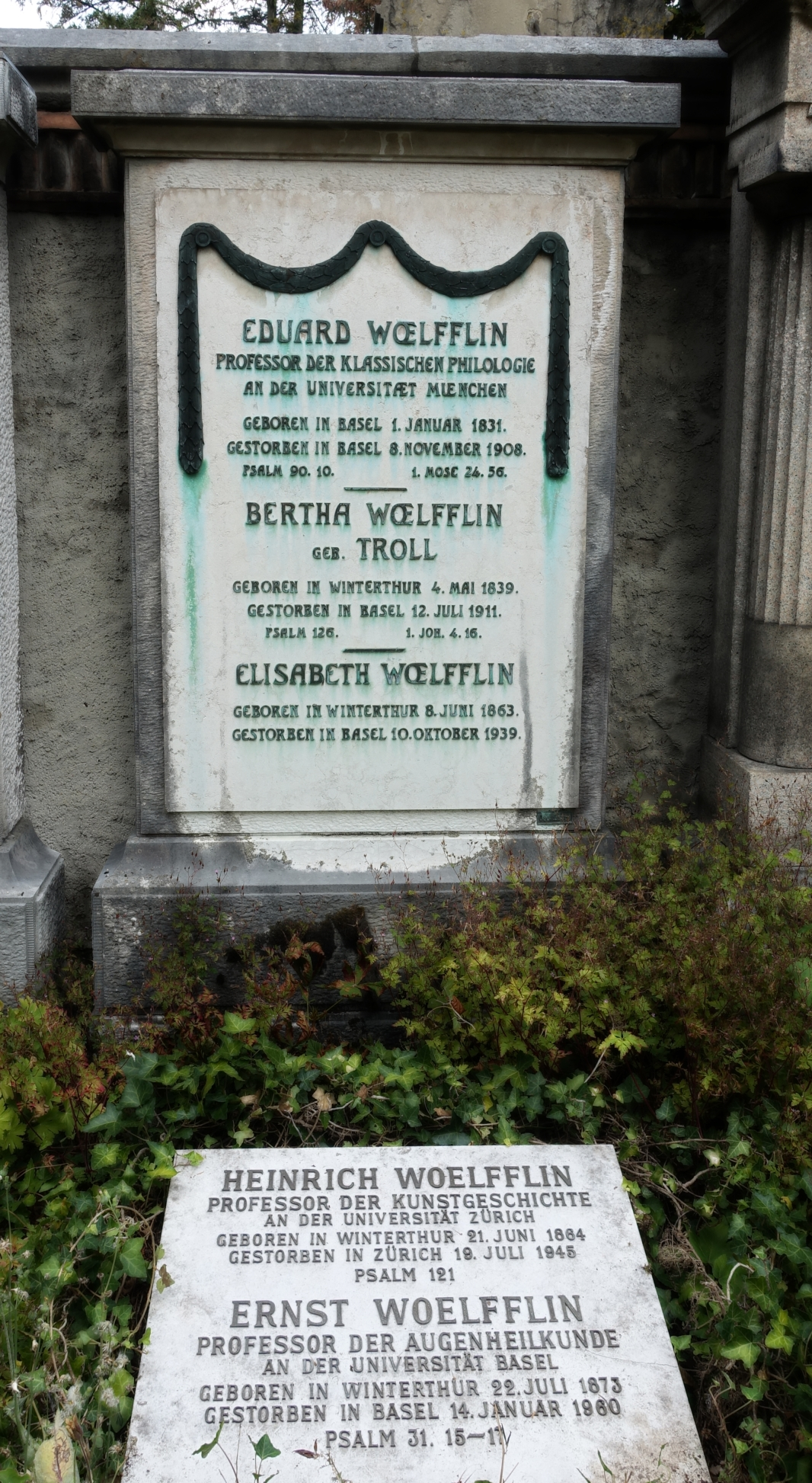
Grab auf dem Friedhof Wolfgottesacker in Basel

Wölfflins Grabstätte befindet sich auf dem Basler Wolfgottesacker. Seine Bibliothek und seine Photosammlung vermachte er der Universität Zürich.

## Systematik
Wölfflins kunsthistorischer Ansatz gilt als Formalismus, da er Kunstwerke nach ihrer äußeren Form, also ihrem Stil, betrachtete. Er war einer der ersten Kunsthistoriker, der in seinen Vorlesungen konsequent zwei Diaprojektoren verwendete, die es ihm erlaubten, Kunstwerke direkt miteinander zu vergleichen. Hauptsächlich über den Vergleich von Werken der Renaissance mit Werken des Barock entwickelte er in seinem Hauptwerk Kunstgeschichtliche Grundbegriffe (1915) fünf begriffliche Gegensatzpaare, mit denen formale Unterschiede zwischen Kunstwerken der Renaissance und des Barock beschrieben werden können:
| Linear      | Malerisch                 |
| Fläche      | Tiefe                     |
| Geschlossen | Offen                     |
| Vielheit    | Einheit                   |
| Klarheit    | Unklarheit und Bewegtheit |

Mit seiner Systematik hat Wölfflin die Periodizität und Übertragbarkeit der Begriffe archaisch, klassisch, barock etc. begründet. Wölfflin selbst bezeichnete seinen Ansatz als Kunstgeschichte ohne Namen, da weniger der einzelne Künstler im Zentrum seiner Betrachtungen stand als vielmehr die Entwicklung einer Stilgeschichte, in der er Gemeinsamkeiten der Kunst bestimmter Epochen oder Länder aufdecken und benennen wollte.
Obwohl seine Begriffspaare heftiger Kritik ausgesetzt waren, gilt seine Arbeit als eine der wichtigsten Grundlagen der formalen Kunstbetrachtung. Vor allem seine Termini linear und malerisch sind auch heute noch gängige Kategorien zur Beschreibung des künstlerischen Stils. Seine Stiltypologie wurde in den 1920er Jahren von Fritz Strich auf die Literaturwissenschaft übertragen und wirkte dort weiter. Wölfflins Theorie eines regelmäßigen Wandels zwischen linearen und malerischen Perioden wird in der Kunst- und Literaturgeschichte als Wellentheorie bezeichnet.
Eine weiterführende Interpretation des Begriffspaars linear/malerisch findet sich auch in Lambert Wiesings philosophischem Buch Ich für mich. Phänomenologie des Selbstbewusstseins von 2020. Hier bezeichnen die Grundbegriffe linear und malerisch ontologische Grundkategorien; nämlich zwei extreme „Daseinsstile“, in denen ein Mensch sich seiner selbst bewusst wird und seinen Selbstwert, sein Verhältnis zum eigenen Körper und zur materiellen Welt erlebt.

## Motive
In einer Zeit, als sich die Geisteswissenschaften gegen die Konkurrenz der Naturwissenschaften behaupten mussten, suchte Wölfflin objektive Kriterien für die Kunstbetrachtung und strebte dabei nach einem Brückenschlag zwischen Sinnesphysiologie und Wahrnehmungspsychologie. Seine Dissertation bemühte sich um «ein grundlegendes Verständnis der Bedingungen, die für unsere Wahrnehmung zu allen Zeiten ihre unumstössliche Gültigkeit behalten».

## Zitat
„Heinrich Wölfflin, vielleicht der bedeutendste Kunsthistoriker seiner Generation, war so empfänglich für den damals vorherrschenden ästhetischen Purismus, daß er eine Technik der Dissoziation entwickelte die ebenso extrem war wie diejenige Remy de Gourmonts.“

## Schriften (Auswahl)
- Prolegomena zu einer Psychologie der Architektur. München 1886. (Wiederabdruck in Heinrich Wölfflin: Kleine Schriften. Hrsg. von Joseph Gantner. [1946], Digitalisat, UB Heidelberg). Neuausgabe: Mann, Berlin 1999, ISBN 3-7861-1775-6.
- Die Jugendwerke des Michelangelo. München 1891 Digitalisat, UB Heidelberg.
- Renaissance und Barock: eine Untersuchung über Wesen und Entstehung des Barockstils in Italien. München 1888 (online).
- Die klassische Kunst. Eine Einführung in die italienische Renaissance. München 1899. Digitalisat, UB Heidelberg.
- Die Kunst Albrecht Dürers. München 1905. Digitalisat, UB Heidelberg.
- Kunstgeschichtliche Grundbegriffe: Das Problem der Stilentwicklung in der neueren Kunst. Bruckmann, München 1915, Digitalisat, UB Heidelberg, DNB 364051590, OCLC 8405625 (5. Auflage von 1921 online auf archive.org, allerdings ohne die zahlreichen und für das Verständnis des Werks unerlässlichen Abbildungen).
- Das Erklären von Kunstwerken. E. A. Seemann, Leipzig 1921 (= Bibliothek der Kunstgeschichte 1).
- Die Bamberger Apokalypse. Eine Reichenauer Bilderhandschrift vom Jahre 1000. München 1918. Digitalisat, UB Heidelberg.
  - Ausgabe von ca. 1930 mit zehn von Annette von Eckardt ausgewählten, handkolorierten Motiven (Buchdeckel und Beispielabbildung online auf antiquariat-kunsthandel.de, abgerufen am 20. August 2023).
- Italien und das deutsche Formgefühl. F. Bruckmann, München 1931 (Serie Die Kunst der Renaissance)